# Нижетич, Лука
Лука Нижетич (хорв. Luka Nižetić, родился 12 августа 1983 в Сплите) — хорватский певец. Выпустил свой первый альбом «Premijera» в 2005 году, известен благодаря хитам «Ponekad poželim» (хорв. Иногда мне хочется) и «Proljeće» (хорв. Весна).

## Биография
Родился в Сплите. Родители — Тамара и Мило Нижетич. Старшая сестра — Петра, телеведущая программы «Po ure torture». Провёл детство в квартале Мертояк. Ещё в детстве у него стал проявляться интерес к музыке: монахиня Цецилия обучала его игре на фортепиано, с пятого класса Лука посещал уроки профессора Мишо Линича, обучаясь составлением первых композиций, уроки вокала он брал у оперной певицы Сани Эрцег-Врекало. В возрасте 17 лет он написал свою первую песню «Ludi grad» (хорв. Безумный город), которая прозвучала на музыкальном фестивале «Мелодия хорватской Адриатики 2001» и была включена Зденко Руньичем в исполняемые. На том фестивале Лука выиграл три премии «Серебряная чайка» (вторая премия) в номинациях «музыка», «текст» и «исполнение» по версии жюри. Позднее Лука не раз выступал на различных музыкальных фестивалях.
В 2004 году Нижетич подписал контракт со звукозаписывающей компанией «Menart Records» и выпустил свой первый альбом «Premijera» (хорв. Премьера) через год. С альбома были выпущены синглы «Ne krivi me» (хорв. Не обвиняй меня), «Tebi pjevam» (хорв. Тебе пою), «Ponekad poželim» (хорв. Иногда мне хочется), «Proljeće» (хорв. Весна) и «Meni trebaš ti» (хорв. Мне нужна ты). На музыкальном фестивале Dora-2005 он исполнил песню «Proljeće» и прославился на всю Хорватию. Он был номинирован на премию «Porin» в категории «Дебютант года» за выступление в Осиеке. В 2006 году Нижетич выступил на Фестивале хорватского радио 2006 года в дуэте с Ланой Юрчевич, исполнив песню «Prava ljubav» (хорв. Настоящая любовь), которая очень скоро стало хитом, заняв верхние позиции в хорватских радио-чартах. На фестивале развлекательной музыки 2006 года в Сплите за исполненную песню «More» (хорв. Море) он завоевал приз «Золотой парус» в первом финале, а в суперфинале стал третьим.
В марте 2007 года Лука Нижетич выступил на музыкальном фестивале Dora, победитель которого отправлялся на Евровидение-2007, с песней «Pusti me u san» (хорв. Отпусти меня в сон), но занял только 11-е место среди 16 исполнителей. В том же году Нижетич выпустил новый альбом «Slobodno dišem» (хорв. Свободно дышу) и с группой «Nostalgija» за исполненную песню «Samo mi reci da (Ljepotice mala)» (хорв. Только скажи мне "да" (Маленькая красавица)) завоевал приз в номинации «поп-рок» Фестиваля хорватского радио 2007 года. В конце того же года он участвовал в хорватском телешоу «Ples sa zvijezdama» (локальная версия международного шоу Strictly Come Dancing, известного в России как «Танцы со звёздами») в паре с Мирьяной Жутич и одержал победу.
В 2008 году Лука Нижетич выпустил альбом «Na tren i zauvijek» (хорв. На мгновение и навсегда). Четвёртый альбом «Kad zasvira...» (хорв. Когда зазвучит...) вышел в 2012 году.
В 2019 году Лука вновь принял участие в фестивале Dora с песней «Brutalero» и занял третье место.

## Дискография

### Альбомы
- Premijera — 2005
- Slobodno dišem — 2007
- Na tren i zauvijek — 2008
- Kad zasvira... — 2012
- Ljubav je mukte — 2018

### Синглы
- Ne krivi me — 2004
- Tebi pjevam — 2004
- Ponekad poželim — 2004 (Splitski festival)
- Proljeće — 2005 (Dora)
- Meni trebaš ti — 2005
- Prava ljubav — 2006 (HRF)
- More — 2006 (Festival zabavne glazbe, Split)
- Pusti me u san — 2007 (Dora)
- Samo mi reci da (Ljepotice mala) — 2007 (HRF)
- Otkad ljubim te — 2010 (CMC)
- Tamo gdje me srce vuce — 2011
- Kad zasvira Orkestar — 2011
- Nisu godine — 2012
- Vjecno — 2013
- Upomoc — 2014
- Od najgorij najbolji (feat. Lana Jurcevic) — 2015
- Brutalero — 2019